# ГосНИИ Кристалл
ГосНИИ «Кристалл» — российская компания оборонно-промышленного комплекса, в задачи которого входит научно-техническое и технологическое обеспечение работ в области создания взрывчатых составов, безопасных технологий их производства, испытаний, транспортировки и утилизации. Управляется холдинговой компанией промышленности боеприпасов и спецхимии ОАО «Научно-производственный концерн „Технологии машиностроения“», учрежденной госкорпорацией «Российские технологии».
Находится под рядом международных санкций США и пр.

## История
В 1953 году в г. Дзержинск Горьковской области было создано Специальное конструкторско-технологическое бюро № 80 при заводе имени Я. М. Свердлова. Пройдя ряд преобразований, оно превратилось в дальнейшем в головной в отрасли боеприпасов и спецхимии Дзержинский научно-исследовательский химико-технологический институт. С 1970 по 1977 год в институте существовало СКБ по боевым частям, выделившееся затем в самостоятельный НИИ машиностроения. В 1987 году на базе ДНИХТИ, как головной организации, и опытного завода приборостроения и средств автоматизации было создано НПО «Кристалл». После отделения в 1991 году опытного завода институт стал называться «ГосНИИ „Кристалл“», а с 2000 года — ФГУП «ГосНИИ „Кристалл“».
Полное наименование с 2011 года — Акционерное общество «Государственный Научно-исследовательский институт „Кристалл“».
С 2012 года входит в холдинговую структуру государственной корпорации «Российские технологии».
По итогам 2013, 2014 и 2018 годов АО «ГосНИИ «Кристалл» было трижды подряд вручено переходящее Почетное знамя «Лучшее предприятие города Дзержинска».

### Чрезвычайные происшествия
4 апреля 2019 года при выгрузке взрывчатой смеси из смесителя в цехе мономеров произошло возгорание с последующим взрывом. В результате было полностью разрушено одноэтажное кирпичное здание цеха. Пострадавших или погибших не было.
1 июня 2019 в цехе по производству тротила произошла серия взрывов: на складе со снарядами произошли два взрыва, произошло полное уничтожение здания. Всего было разрушено три складских и два производственных здания на территории завода, еще 54 здания частично повреждены. 
После взрывов начался пожар, ему был присвоен третий ранг сложности, его площадь составила 1200 м². Пожар был потушен в течение часа с момента возгорания, на тушении пожара было задействовано 300 спасателей и 50 единиц спецтехники; в устранении последствий принимали участие военные и волонтёры.  
 
Под воздействием взрывной волны в радиусе 3 километров было повреждено остекление в 628 жилых домах и 87 социальных объектах; было нарушено энергоснабжение 687 жилых домов в посёлке Пыра. 
По различным данным пострадали от 89 до 116 человек (38 из них — работники предприятия, остальные — местные жители), 18 из которых были госпитализированы. У работников преобладают ушибы, в основном — от взрывной волны, у жителей — порезы от вылетевших оконных стекол. Погибших нет. 
 
4 июня Роскомнадзор применил новый закон, запрещающий распространение в интернете фейков — недостоверной общественно значимой информации под видом достоверных сообщений, и по требованию российской Генпрокуратуры внёс в Единый реестр запрещённых сайтов несколько сообщений в соцсетях о «химической катастрофе», «новых взрывах», «погибших» и т. д.

В июле 2021 года росприроднадзор отштрафовал ГосНИИ Кристалл на 1,1 млн руб. за нарушение экологических требований. Штраф выписан по итогам плановой выездной проверки на предприятии.

## Структура
Тремя ключевыми научными подразделениями института являются отдел синтеза, рецептурно-технологический отдел и отдел физико-химических исследований.
Освоением и подготовкой к реализации технологий и научных разработок в условиях промышленного производства занимаются производственные подразделения института: проектно-конструкторский отдел, технический отдел, цех мономеров. Цех мономеров находится на территории завода имени Я. М. Свердлова и состоит из 95 зданий и сооружений, располагающихся на площади 96,4 га. Численность сотрудников цеха составляет 300 человек.
Контрольно-аналитическая лаборатория проводит анализ продукции для допуска всех сырьевых компонентов в производство.

## Деятельность
Создание и внедрение технологий получения взрывчатых веществ (ВВ) и взрывчатых составов (ВС) для вооружения и военной техники, а также для гражданских отраслей промышленности.
Участие в решении стратегических задач по созданию и совершенствованию отечественного вооружения и военной техники, реализации федеральных целевых программ в интересах организаций и предприятий Минпромторга, Росатома, Роскосмоса, МВД, ФСБ и добывающих отраслей промышленности.
Разработка маркеров, способов и технологий маркирования взрывчатых составов в рамках международной «Конвенции по маркировке пластических взрывчатых веществ в целях их обнаружения» и программы борьбы с терроризмом.
С 1990 года, в рамках конверсионной программы институт принимает участие в осуществлении плана обеспечения потребности страны в лекарственных средствах и микроэлементах.
По результатам научно-технической деятельности института защищено 9 докторских и 89 кандидатских диссертации, получено 1172 авторских свидетельств на изобретения, 231 патентов на изобретения и полезные модели, 12150 рационализаторских предложений. Опубликовано порядка 1700 научных трудов.